# Fiołek paskowany
Fiołek paskowany (Viola striata Aiton) – gatunek roślin z rodziny fiołkowatych (Violaceae). Występuje naturalnie w Ameryce Północnej. W całym swym zasięgu jest gatunkiem najmniejszej troski, ale regionalnie – w Wisconsin i Iowa – jest krytycznie zagrożony. 

## Rozmieszczenie geograficzne
Rośnie naturalnie w Ameryce Północnej. W Kanadzie został zaobserwowany w prowincji Ontario, natomiast w Stanach Zjednoczonych występuje w Alabamie, Arkansas, Connecticut, Delaware, Dystrykcie Kolumbii, Georgii, Illinois, Indianie, Iowa, Kentucky, Marylandzie, Massachusetts, Michigan, Minnesocie, Missouri, New Hampshire, New Jersey, stanie Nowy Jork, Północnej Karolinie, Ohio, Oklahomie, Pensylwanii, Południowej Karolinie, Tennessee, Wirginii, Wirginii Zachodniej i Wisconsin. 

## Morfologia
PokrójBylina dorastająca do 10–60 cm wysokości. Pędy w liczbie od jednego do czterech, podnoszą się lub są wyprostowane (często opadające w okresie kwitnienia), nagie lub owłosione, wyrastają na końcu mięsistego kłącza. Martwe pędy długo utrzymują się i są często obecne w następnym sezonie wegetacyjnym.
LiścieLiście odziomkowe w liczbie od dwóch do sześciu, ich blaszka liściowa ma kształt od owalnego do nerkowatego, mierzy 2–7 cm długości oraz 1–2,5 cm szerokości, jest karbowana lub piłkowana na brzegu, ma sercowatą nasadę i wierzchołek od tępego do ostrego, jej powierzchnia jest owłosiona lub naga, ogonek liściowy jest owłosiony lub nagi i osiąga 3–6 cm długości, przylistki są od lancetowatych do wąsko deltoidalnych, postrzępione na brzegu, o ostrym wierzchołku. Liście łodygowe są podobnej wielkości co odziomkowe, lecz mają kształt od owalnego do deltoidalnego, mierzą 1–6 cm długości oraz 1–4 cm szerokości, mają wierzchołek od spiczastego do ostrego, ogonek liściowy osiąga 3–7 cm długości, a przylistki mają lancetowaty kształt.
KwiatyPojedyncze, osadzone na nagich lub owłosionych szypułkach o długości 5-12 cm, wyrastających z kątów pędów. Mają działki kielicha o lancetowatym kształcie. Płatki mają białą lub kremową barwę na obu powierzchniach, bez żółtej łatki u nasady, dwa boczne zwykle z purpurowymi żyłkami i są gęsto brodate (czasami brodate są wszystkie płatki), najniższy płatek jest z purpurowymi żyłkami, mierzy 10-18 mm długości, posiada garbatą lub podługowatą ostrogę o długości 3-6 mm i białej barwie. Główka słupka jest brodata.
OwoceNagie torebki mierzące 6-7 mm długości, o elipsoidalnym kształcie. Nasiona mają barwę od beżowej do brązowej i osiągają 1,5–3 mm długości.
Gatunki podobneRoślina w okresie kwitnienia jest często mylona z fiołkiem kanadyjskim (V. canadensis), który ma płatki o białawej barwie.

## Biologia i ekologia
Rośnie na łąkach, równinach zalewowych i w lasach łęgowych lub aluwialnych, na glebach ilastych. Występuje na wysokości od 40 do 1000 m n.p.m. Kwitnie od marca do czerwca. 
Liczba chromosomów 2n = 20. 